# ميشال رانكو
ميشال رانكو هو لاعب كرة قدم سلوفاكي في مركز الدفاع، ولد في 19 فبراير 1994 في ترنتشين في سلوفاكيا. لعب مع FK Spartak Dubnica nad Váhom ‏.

## وصلات خارجية
- ميشال رانكو على موقع قاعدة بيانات كرة القدم.إي يو (الإنجليزية)
- ميشال رانكو على موقع Soccerway.com (الإنجليزية)